# おだきゅう
おだきゅうは、株式会社小田急エージェンシーが編集し、小田急電鉄広報部が発行していた、小田急電鉄の広報誌である。2008年3月15日発行の24号を最後に、「ODAKYU VOICE」に移行する形で消滅した。

## 概要
毎月15日に発行され、小田急線各駅で無料で配布されている。また、小田急電鉄のホームページでバックナンバーを見ることが出来る。2006年3月号まではB4判で、中央をホッチキスで留めた冊子形式だったが、2006年4月号よりB4判の新聞形式となり、ナンバーも振り出しに戻った。

## 記事内容
現在
- NEWS＆INFORMATION

新型車両やダイヤ改正、臨時列車、イベントの情報が掲載される。駅ビルがオープンした際もここに載ることが多い。
- TOPICS
- THIS MONTH SPECIAL 特集
- WORK＆PEOPLE

運転士、車掌、保線区員など、いろいろな部門の仕事が紹介される。
- MY ODAKYU TOWN

小田急の駅周辺にある施設の紹介。
- ODAKYU colors

小田急の子会社の紹介とそこに勤務する人の話。会社ごとではなく、支店ごとの紹介である。
- HISTORY SKETCHBOOK OF ODAKYU

小田急の歴史の中で重大な出来事が掲載される。
- 泉麻人の沿線「そぞろ歩き」

泉麻人による沿線散策のエッセイ
- CHECK！THE EVENT
- 小田急沿線さんぽ
- METRO

相互乗り入れを行っている東京地下鉄の駅周辺にある施設の紹介。
- 小田急 停車駅のご案内

過去にあった記事
- ENJOY ODAKYU LIFE
- 沿線 BEST VIEW
- 「おだきゅう」談話室 有名人の小田急に関する話。

## 歴史
- 1987年 創刊。
- 2006年4月15日 この日発行の2006年4月号より紙面をB4判に変更。
- 2007年 PASMOサービス開始に伴ってPASMO増刊号を発行。
- 2007年9月29日 オートチャージ機能付PASMO受付再開に伴ってPASMO増刊号を発行。